# Chryspolite de Bettona
Chryspolite (parfois Cyspolitus, Crispoltus, Chrysopolitus, italien : San Crispolto, Crispolito, Crispoldo) est un martyr chrétien du premier siècle. Il est le saint patron de Bettona, en Ombrie, et aurait été le premier évêque de cette ville, bien que les diocèses de Nocera et Foligno incluent également son nom dans leurs listes épiscopales,.
Selon une Passio légendaire datée du XIIe siècle, Chryspolite serait originaire de Jérusalem et ferait l'un des Septante disciples mentionnés dans l'évangile de saint Luc ; en 58 apr. J.-C., Chryspolite est envoyé en Italie par Saint Pierre pour y prêcher le christianisme. Chryspolite se rend en Ombrie, où il accomplit des miracles dans la ville de Bettona. Il est consacré évêque de Bettona par saint Brictius (Brizio), qui était à l'époque évêque de Massa Martana. Brictius est aussi nommé évêque de Spolète et de Foligno.
Chryspolite commence à prêcher le christianisme dans son diocèse, mais est arrêté par des soldats de l'empereur romain Maximien (250-310). Il est jugé devant le préfet Asterius et doit faire des sacrifices aux dieux romains. Chryspolite refuse, il est tué après avoir été torturé.
À la même période, un homme nommé Barontius (Baronzio) est décapité en raison de sa religion, le christianisme. La sœur de Chryspolite, Tutela, ainsi que douze autres femmes, tentent d'enterrer Chryspolite et Barontius, mais sont arrêtées.
Le nom germanique de Chryspolite (Crispoldus) rend sa connexion avec les Apôtres improbable et probablement légendaire.

## Vénération

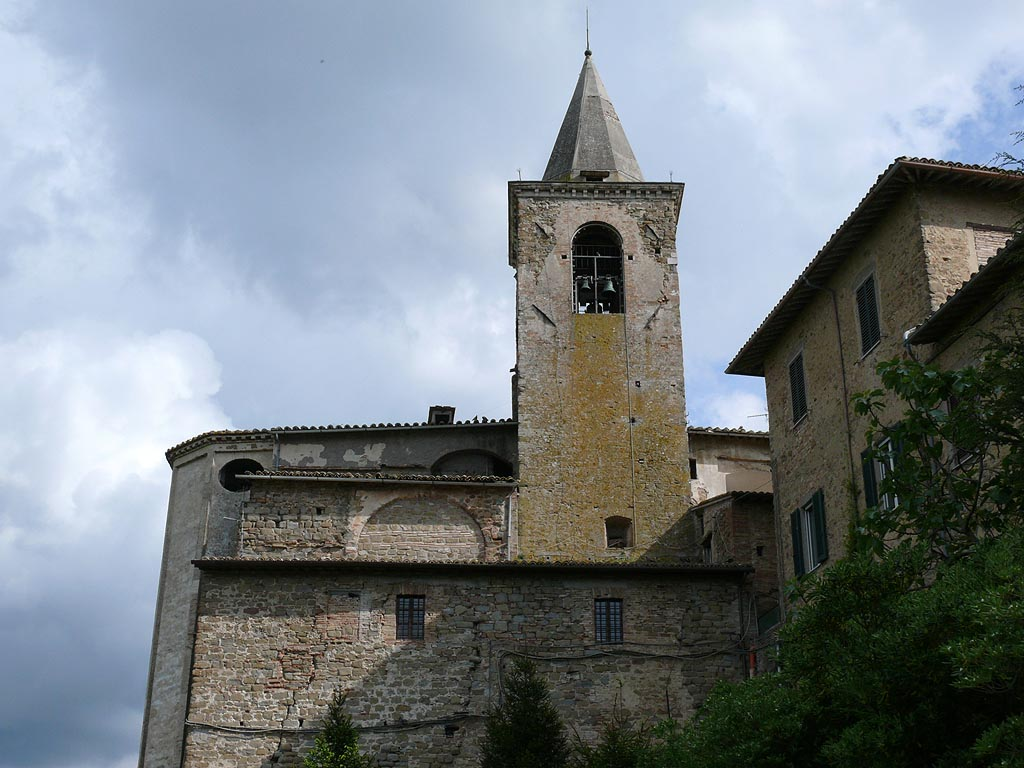
Église de Santa Maria Maggiore, où reposent les reliques de Chryspolite.

Une église a été construite sur le site du martyre de Chryspolite dans ce qui est, au début du XXIe siècle, le Passaggio di Bettona, une frazione de la commune de Bettona. Chryspolite est mentionné dans un document datant de 1018, trouvé dans les archives de la cathédrale d'Assise.